# 布扬库尔昂塞里
布扬库尔昂塞里（法語：Bouillancourt-en-Séry，法語發音：[bujɑ̃kuʁ ɑ̃ seʁi]）是法国上法蘭西大區索姆省的一个市镇，属于阿布维尔区。

## 地理
布扬库尔昂塞里（49°57'44"N, 1°37'41"E）面积16.11 平方千米，位于法国上法蘭西大區索姆省，该省份为法国北部沿海省份，北起加来海峡省和北部省，西接滨海塞纳省和大西洋英吉利海峡，南至瓦兹省，东临埃纳省。
与布扬库尔昂塞里接壤的市镇（或旧市镇、城区）包括：布唐库尔、弗拉米库尔、弗雷特默勒、加马什、内莱特、朗比尔、蒂卢瓦弗洛里维尔、勒特朗莱。

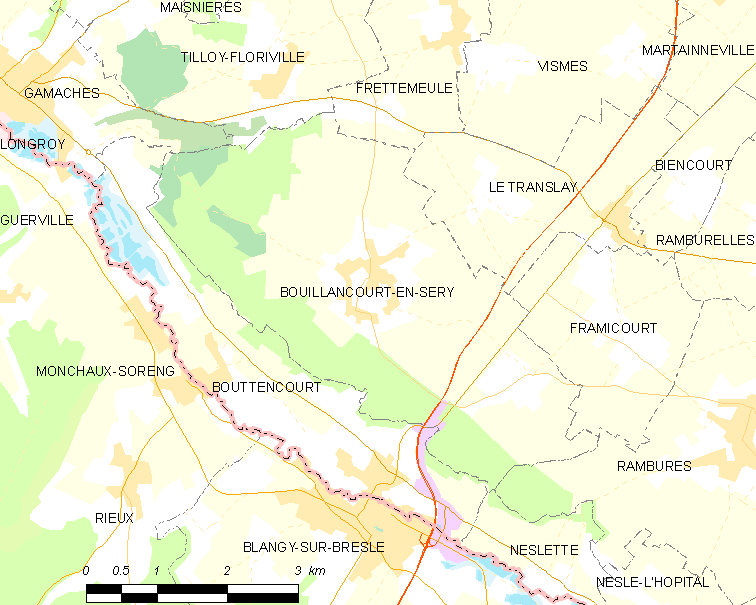
布扬库尔昂塞里的OSM定位图

布扬库尔昂塞里的时区为UTC+01:00、UTC+02:00（夏令时）。

## 行政
布扬库尔昂塞里的邮政编码为80220，INSEE市镇编码为80120。

## 政治
布扬库尔昂塞里所属的省级选区为加马什县。

## 人口

1962-2008年间布扬库尔昂塞里人口变化图示

布扬库尔昂塞里于2022年1月1日时的人口数量为538人。